# Politique dans la Sarthe
Le département français de la Sarthe est un département créé le 4 mars 1790 en application de la loi du 22 décembre 1789, à partir de l'ancienne province du Maine, et particulièrement du Haut-Maine. Les 354 actuelles communes, dont presque toutes sont regroupées en intercommunalités, sont organisées en 21 cantons permettant d'élire les conseillers départementaux. La représentation dans les instances régionales est quant à elle assurée par 15 conseillers régionaux. Le département est également découpé en 5 circonscriptions législatives, et est représenté au niveau national par cinq députés et trois sénateurs. 

## Représentation politique et administrative

### Préfets et arrondissements

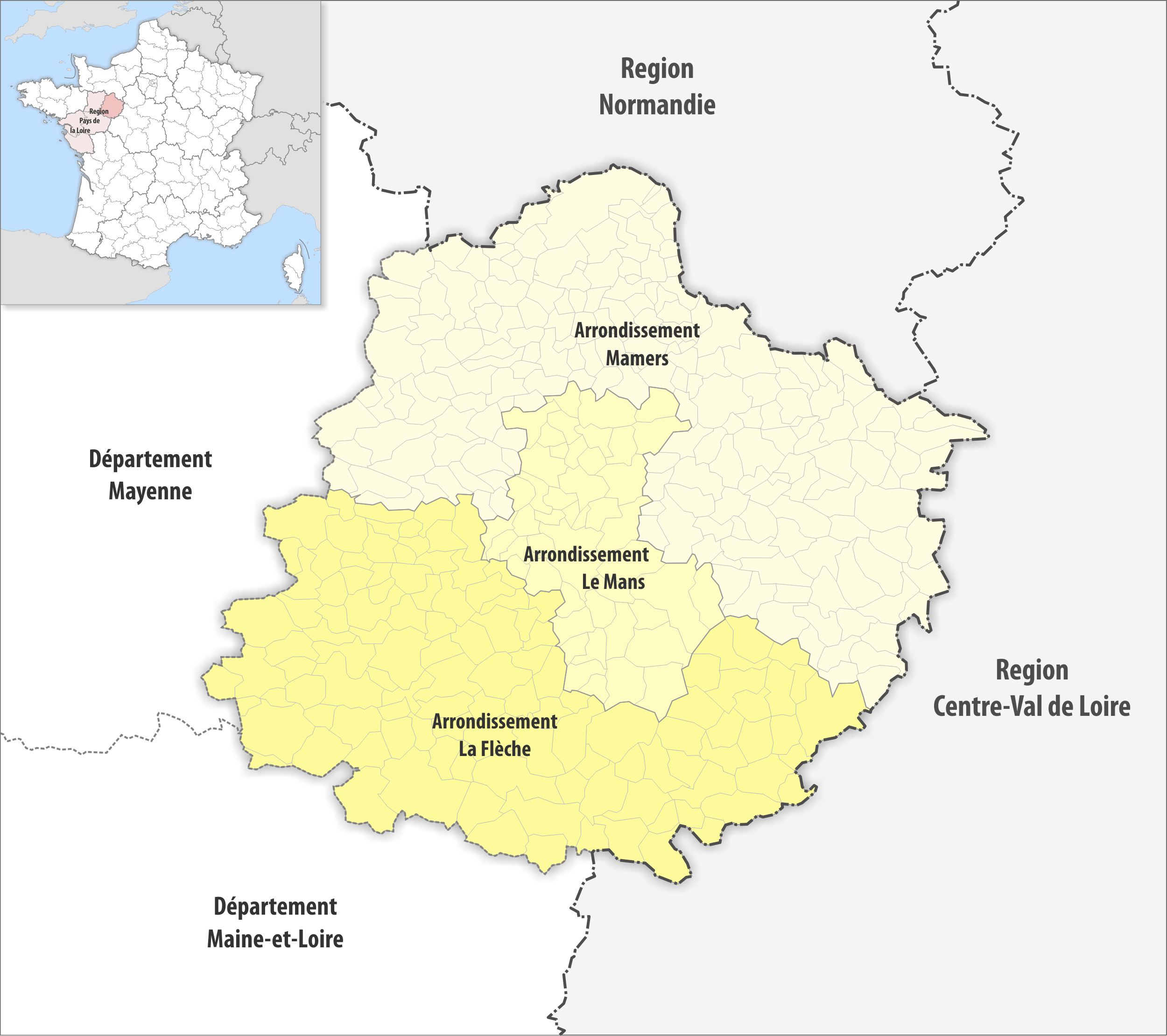
Arrondissements

La préfecture de la Sarthe est localisée au Mans. Le département possède en outre deux sous-préfectures à La Flèche et Mamers. En 1926, l'arrondissement de Saint-Calais a été supprimé.

### Députés et circonscriptions législatives

Circonscriptions et affiliations à l'issue des élections de 2024.

| Circ. | Nom                 |  | Parti | Groupe                      | Suppléant          |
| ----- | ------------------- |  | ----- | --------------------------- | ------------------ |
| 1re   | Julie Delpech       |  | RE    | Ensemble pour la République | Jean-Luc Catanzaro |
| 2e    | Marietta Karamanli  |  | PS    | Socialistes et apparentés   | Yves-Marie Hervé   |
| 3e    | Éric Martineau      |  | MoDem | Les Démocrates              | Pascal Dupuis      |
| 4e    | Élise Leboucher     |  | LFI   | La France insoumise         | Youssef Ben Amar   |
| 5e    | Jean-Carles Grelier |  | RE    | Les Démocrates              | Anne Beauchef      |

### Sénateurs
| Nom                   |  | Parti | Groupe                                | Autres mandats (passés ou actuels) |
| --------------------- |  | ----- | ------------------------------------- | ---------------------------------- |
| Thierry Cozic         |  | PS    | Socialiste, écologiste et républicain | Maire d'Arnage (2014 → 2020)       |
| Louis-Jean de Nicolaÿ |  | LR    | Les Républicains                      |                                    |
| Jean Pierre Vogel     |  | LR    | Les Républicains                      | Maire de Bonnétable (2014 → 2017)  |

### Conseillers départementaux

Cantons et affiliations à l'issue des élections de 2021.

| Canton             | Conseiller Sortant        | Parti | Parti | Conseiller élu            | Parti | Parti |
| ------------------ | ------------------------- | ----- | ----- | ------------------------- | ----- | ----- |
| Bonnétable         | Véronique Cantin          |       | DVD   | Véronique Cantin          |       | DVD   |
| Bonnétable         | Thierry Lemonnier         |       | DVD   | Thierry Lemonnier         |       | DVD   |
| Changé             | Dominique Aubin           |       | LR    | Isabelle Berthe           |       | DVD   |
| Changé             | Patrick Desmazières       |       | LR    | Patrick Desmazières       |       | LR    |
| Écommoy            | Marie-Pierre Brosset      |       | LR    | Marie-Pierre Brosset      |       | LR    |
| Écommoy            | Samuel Chevallier         |       | DVD   | Samuel Chevallier         |       | DVD   |
| La Ferté-Bernard   | Jean-Carles Grelier       |       | SL    | Jean-Carles Grelier       |       | SL    |
| La Ferté-Bernard   | Marie-Thérèse Leroux      |       | DVD   | Marie-Thérèse Leroux      |       | DVD   |
| La Flèche          | Laurent Hubert            |       | DVG   | Laurent Hubert            |       | DVG   |
| La Flèche          | Michèle Juguin-Laloyer    |       | PS    | Michèle Juguin-Laloyer    |       | PS    |
| Loué               | Fabien Lorne              |       | LR    | Joël Méténier             |       | LR    |
| Loué               | Catherine Paineau         |       | DVD   | Catherine Paineau         |       | DVD   |
| Le Lude            | François Boussard         |       | DVD   | François Boussard         |       | DVD   |
| Le Lude            | Brigitte Lecor            |       | DVD   | Brigitte Lecor            |       | DVD   |
| Mamers             | Frédéric Beauchef         |       | LR    | Frédéric Beauchef         |       | LR    |
| Mamers             | Monique Nicolas Liberge   |       | UDI   | Monique Nicolas Liberge   |       | UDI   |
| Le Mans-1          | Nelly Heuzé               |       | DVG   | Samuel Guy                |       | EÉLV  |
| Le Mans-1          | Claude Petit-Lassay       |       | PS    | Nelly Heuzé               |       | DVG   |
| Le Mans-2          | Mélina Elshoud            |       | PS    | Mélina Elshoud            |       | PS    |
| Le Mans-2          | Éric Marchand             |       | DVG   | Éric Marchand             |       | DVG   |
| Le Mans-3          | Véronique Rivron          |       | LR    | Véronique Rivron          |       | LR    |
| Le Mans-3          | Olivier Sasso             |       | LR    | Olivier Sasso             |       | LR    |
| Le Mans-4          | Lydia Hamonou-Boiroux     |       | PS    | Lydia Hamonou-Boiroux     |       | PS    |
| Le Mans-4          | Christophe Rouillon       |       | PS    | Christophe Rouillon       |       | PS    |
| Le Mans-5          | Yves Calippe              |       | PCF   | Blandine Affagard         |       | PS    |
| Le Mans-5          | Jacqueline Pedoya         |       | PS    | Yves Calippe              |       | PCF   |
| Le Mans-6          | Christophe Counil         |       | PS    | Christophe Counil         |       | PS    |
| Le Mans-6          | Isabelle Cozic-Guillaume  |       | PS    | Isabelle Cozic-Guillaume  |       | PS    |
| Le Mans-7          | Elen Debost               |       | ÉCO   | Elen Debost               |       | ÉCO   |
| Le Mans-7          | Gilles Leproust           |       | PCF   | Gilles Leproust           |       | PCF   |
| Montval-sur-Loir   | Béatrice Pavy-Morançais   |       | LR    | Galiène Cohu              |       | DVD   |
| Montval-sur-Loir   | Régis Vallienne           |       | LR    | Régis Vallienne           |       | LR    |
| Sablé-sur-Sarthe   | Daniel Chevalier          |       | LR    | Daniel Chevalier          |       | LR    |
| Sablé-sur-Sarthe   | Martine Crnkovic          |       | DVD   | Martine Crnkovic          |       | DVD   |
| Saint-Calais       | Dominique Le Mèner        |       | DVD   | Dominique Le Mèner        |       | DVD   |
| Saint-Calais       | Françoise Lelong          |       | DVD   | Françoise Lelong          |       | DVD   |
| Savigné-l'Évêque   | Patrice Vernhettes        |       | DVG   | Hélène Le Conte           |       | DVD   |
| Savigné-l'Évêque   | Isabelle Lemeunier        |       | PS    | Anthony Trifaut           |       | DVD   |
| Sillé-le-Guillaume | Gérard Galpin             |       | LR    | Gérard Galpin             |       | LR    |
| Sillé-le-Guillaume | Fabienne Labrette-Ménager |       | LR    | Fabienne Labrette-Ménager |       | LR    |
| La Suze-sur-Sarthe | Delphine Delahaye         |       | DVD   | Delphine Delahaye         |       | DVD   |
| La Suze-sur-Sarthe | Emmanuel Franco           |       | LR    | Emmanuel Franco           |       | LR    |

### Conseillers régionaux
Présidence : Christelle Morançais (Sarthe)
|            | Parti | Siège |
| ---------- | ----- | ----- |
| Majorité   |       |       |
|            | DVD   | 5     |
|            | LR    | 2     |
|            | UDI   | 2     |
| Opposition |       |       |
|            | ÉCO   | 1     |
|            | LFI   | 1     |
|            | PS    | 1     |
|            | RN    | 1     |

### Maires

Carte des 354 communes de la Sarthe au 1er janvier 2022.

| Commune            | Maire                   |  | Parti | Élection | Population |
| ------------------ | ----------------------- |  | ----- | -------- | ---------- |
| Allonnes           | Gilles Leproust         |  | PCF   | 2008     | 10 740     |
| Arnage             | Ève Sans                |  | PS    | 2020     | 5 463      |
| La Bazoge          | Michel Lalande          |  | DVD   | 2020     | 3 748      |
| Bonnétable         | Marie-Laure Pléver      |  | SE    | 2023     | 3 721      |
| Champagné          | Patrick Desmazières     |  | LR    | 2020     | 3 680      |
| Changé             | Yves-Marie Hervé        |  | DVG   | 2020     | 6 803      |
| Coulaines          | Christophe Rouillon     |  | PS    | 2001     | 8 049      |
| Écommoy            | Sébastien Gouhier       |  | MoDem | 2008     | 4 818      |
| La Ferté-Bernard   | Didier Reveau           |  | UDI   | 2017     | 8 769      |
| La Flèche          | Nadine Grelet-Certenais |  | PS    | 2020     | 15 081     |
| Le Lude            | Béatrice Latouche       |  | DVD   | 2018     | 4 016      |
| Mamers             | Frédéric Beauchef       |  | LR    | 2014     | 5 080      |
| Le Mans            | Stéphane Le Foll        |  | PS    | 2018     | 145 182    |
| Moncé-en-Belin     | Irène Boyer             |  | DVD   | 2020     | 3 699      |
| Montval-sur-Loir   | Hervé Roncière          |  | DVD   | 2020     | 5 707      |
| Mulsanne           | Jean-Yves Lecoq         |  | DVD   | 2014     | 5 299      |
| Parigné-l'Évêque   | Nathalie Morgant        |  | PS    | 2018     | 5 367      |
| Sablé-sur-Sarthe   | Nicolas Leudière        |  | HOR   | 2020     | 12 194     |
| Sargé-lès-le-Mans  | Marcel Mortreau         |  | DVD   | 2010     | 3 865      |
| Savigné-l'Évêque   | Isabelle Lemeunier      |  | DVG   | 2020     | 4 042      |
| La Suze-sur-Sarthe | Emmanuel d'Aillières    |  | DVD   | 2014     | 4 628      |
| Yvré-l'Évêque      | Damienne Fleury         |  | DVG   | 2020     | 4 187      |